# Evidence (film 2013)
Evidence è un film del 2013 diretto da Olatunde Osunsanmi.
Pellicola statunitense sceneggiata da John Swetnam.

## Trama
Un crimine molto efferato, in cui un maniaco ha bruciato vive varie persone, è stato appena commesso. Dal momento che una delle persone coinvolte era una ragazza con la passione per la regia, e che aveva ripreso sia l'accaduto che i giorni immediatamente precedenti, una squadra di poliziotti acquisisce le immagini e inizia ad analizzarle. Partecipa all'operazione anche un esperto della polizia (Reese) da tempo congedato a causa di un terribile lutto: sua figlia era stata uccisa proprio da un serial killer. Dalla visione del filmato si entra nella vita di LeAnn, aspirante attrice, Rachel, aspirante regista, e Tyler, aspirante cantautore nonché fidanzato di LeAnn. I tre stanno per affrontare un viaggio a Las Vegas insieme, tuttavia i piani sembrano cambiare quando LeAnn rifiuta la proposta di matrimonio che Tyler le ha rivolto subito dopo una sua esecuzione teatrale.
Rachel convince comunque Tyler a partire e così i tre si mettono in viaggio insieme a una ballerina russa, un ragazzino scappato di casa, una donna anziana molto violenta e un autista che prende poco sul serio la passione di Rachel per la videocamera. Mentre percorrono una zona desertica e isolata per raggiungere la fermata successiva, il pullman ha uno strano incidente e tutti devono abbandonarlo per cercare una sistemazione di fortuna; fra gli altri, la ballerina ha subito una brutta ferita a una gamba. La polizia interrompe la visione e cerca di scoprire l'identità dell'anziana, non registrata fra i passeggeri: si tratta della moglie di un poliziotto che è tuttavia impazzito dopo una missione in Iraq, dunque i sospetti si soffermano su quest'ultimo.
Rintracciato il poliziotto in pensione, gli agenti scoprono che è morto suicida vari giorni prima. Riprendendo a guardare i filmati, i poliziotti assistono a una carneficina: alcune persone muoiono sotto i loro occhi, altre scompaiono nel nulla senza venire riprese. La donna anziana, prima di morire e subito dopo aver pronunciato un monologo davanti alla videocamera chiedendo di essere seppellita a fianco a suo marito, riconosce l'assalitore prima che questi la sgozzi. A questo punto il video si interrompe: una memory card che dovrebbe essere nella videocamera manca infatti all'appello, dunque gli agenti si mettono alla ricerca dell'oggetto. Il video visionato fino a quel momento dalla polizia viene tuttavia diffuso online e trasmesso da tutte le televisioni: i poliziotti sospettano che un hacker si sia introdotto nei server della polizia e cercano 
Nel frattempo, l'agente Reese interroga l'unica sopravvissuta, LeAnn, raccontandole anche la vicenda di sua figlia e lasciandola andare via quando la ragazza chiede di poter riposare. Lo stesso Reese ha un'intuizione: capisce che sia strano che il cadavere dell'autista sia ancora riconoscibile e non completamente carbonizzato. Esplorando il suo cavo orale, l'uomo trova la memory card mancante: la polizia ha quindi modo di visionare l'ultimo video, da cui deduce che l'identità dell'assassino corrisponda a quella di Tyler. 
Subito dopo una conferenza stampa in cui l'agente Bunquez dichiara che il ragazzo è ricercato per gli omicidi, un altro omicidio di massa viene compiuto con le stesse modalità e un altro video viene diffuso su internet: le vere responsabili sono LeAnn e Rachel, entrambe sopravvissute. I video mostrati alla polizia e al resto del mondo non erano delle semplici riprese ma un film vero e proprio, montato in modo da ingannare tutti con lo scopo di diventare entrambe famose. Le ragazze  promettono l'imminente realizzazione di un sequel.

## Produzione
Il film è stato realizzato attraverso la tecnica del found footage, espediente utilizzato per inserire nell'opera generi differenti fra di loro quali il giallo e lo slasher.

## Distribuzione
Il film è approdato nelle sale cinematografiche a partire dal luglio 2013.

## Accoglienza
Sull'aggregatore Rotten Tomatoes il film riceve il 6% delle recensioni professionali positive con un voto medio di 3,11 su 10 basato su 17 critiche, mentre su Metacritic ottiene un punteggio di 14 su 100 basato su 8 critiche.